# Magdalena Medio Antioquia
Magdalena Medio Antioquia este un municipiu din departamentul Antioquia, Columbia.